# ロロ・メイ
ロロ・メイ（Rollo May, 1909年4月21日 - 1994年10月22日）は、アメリカ合衆国の心理学者。臨床心理学者であり、アメリカにおける実存心理学の開拓者である。カール・ロジャーズ、エイブラハム・マズローらと共に人間性心理学を代表する1人と見なされている。

## 生涯
オハイオ州エイダに生まれる。両親の離婚、姉妹の精神障害といった困難を抱え、多難な成長期を過ごす。ミシガン州立大学を経て、1930年オベリン大学を卒業。ギリシアで教職に就く。ギリシアのアメリカン・カレッジで英語を教える側ら、アルフレッド・アドラーのセミナーに参加するためしばしばウイーンまで出かけた。
1938年、帰国してユニオン神学校に入学。神学校で教鞭を取っていたパウル・ティリッヒと出会い、ティリッヒの死に至るまで深い親交を結ぶ。
その後心理学を学ぶため会衆派教会の牧師職を辞しコロンビア大学に入る。博士号と最初の著作の準備をしていた1940年代中頃、結核のため一年半療養所のベッドで過ごす。その環境で、不安に関するキェルケゴール、ジークムント・フロイトの本を熱心に研究したことが初著作『不安の意味』の礎となる。1949年コロンビア大学教育大学院で不安に関する論文により臨床心理学の博士号を取得した、ハリー・スタック・サリヴァン。
その後エーリヒ・フロムらが設立したウィリアム・アランソン・ホワイト精神分析研究所の所員となり臨床に携わりながら著作活動を始めた。1971年、サンフランシスコの人間性心理学研究所（後にセイブルック大学院、研究センター）をカール・ロジャース、マズローらと共に創設。実存分析派の大家として、臨床での活動の側ら、ハーバード大学、イェール大学、ニューヨーク大学などで教鞭をとった。1994年、2年間の療養の後カリフォルニア州ティブロンの自宅で、うっ血性心不全のため85歳で死去した。

## 研究内容・業績
アメリカでは『愛と意志』『創造への勇気』が最もよく知られている。日本でもほとんどの著作が翻訳されており、『ロロ・メイ著作集』全6巻が誠信書房から刊行されている。

## 著作・共編著
- The Meaning of Anxiety (1950), W W Norton 1996 revised edition: ISBN 0-393-31456-1、『不安の人間学』 訳-小野泰博 誠信書房（1963年）（1980年）
- Man's Search for Himself (1953), Delta 1973 reprint: ISBN 0-385-28617-1、『失われし自我を求めて』（ロロ・メイ著作集） 訳-小野 泰博 誠信書房（1970年）、『失われし自己を求めて』改訳版 訳-小野 泰博 , 小野 和哉 誠信書房（1995年）
- Existence (1958[8]), Jason Aronson 1994 reprint: ISBN 1-56821-271-2、『実存 : 心理学と精神医学の新しい視点』 訳-伊藤 博、浅野 満、吉屋 健治 岩崎学術出版社（1977年）

（アーネスト・エンジェル、アンリ・エレンベルガーとの共編著） 掲載論文執筆者: ロロ・メイ、アンリ・エレンベルガー、ウジェーヌ・ミンコフスキー、エルヴィン・シュストラウス、フォン・ゲープザッテル、ルートヴィヒ・ビンスワンガー、ローランド・クーン（邦訳では分量的制約および既に和訳があるとしてビンスワンガーとクーンの論文は割愛）
- Existential Psychology (1961) Random House Inc.,New York、『実存心理入門』 ロロ・メイ編／佐藤幸治訳編／誠信書房（1967年）

（1959年度アメリカ心理学会の実存心理学シンポジウムで発表された論文を纏めたもの） ロロ・メイ（前書きと論文2本）他：アブラハム・H・マズロー、ハーマン・ファイフェル、カール・R・ロジャース、ゴードン・オールポート。（邦訳本のみ高山岩男「東西の実存哲学・実存心理学」付録）
- The Art of Counseling (1965)[10], Gardner Press 1989 rev. edition: ISBN 0-89876-156-5、『カウンセリングの技術』（精神科学全書 6） 訳-黒川 昭登 岩崎学術出版社（1966年）、『ロロ・メイの新・カウンセリングの技術』 改訂版 訳-黒川 昭登（1992年）
- Psychology and the Human Dilemma (1967), W W Norton 1996 reprint: ISBN 0-393-31455-3

（未邦訳）
- Love and Will (1969), W W Norton ISBN 0-393-01080-5, Delta 1989 reprint: ISBN 0-385-28590-6、 『愛と意志』（ロロ・メイ著作集） 訳-小野 泰博 誠信書房（1972年）
- Power and Innocence: A Search for the Sources of Violence (1972), W W Norton 1998 reprint ISBN 0-393-31703-X、『わが内なる暴力』（ロロ・メイ著作集3） 訳-小野 泰博 誠信書房（1980年）
- Paulus. A personal portrait of Paul Tillich (1973), Harper & Row ISBN 0-00-211689-8 （未邦訳）[11]
- The Courage to Create (1975), W W Norton 1994 reprint: ISBN 0-393-31106-6、『創造への勇気』（ロロ・メイ著作集4） 訳-小野 泰博 誠信書房（1981年）
- Freedom and Destiny (1981), W W Norton 1999 edition: ISBN 0-393-31842-7、『自由と運命』（ロロ・メイ著作集6） 訳-伊東博、伊東順子 誠信書房（1988年）
- The Discovery of Being: Writings in Existential Psychology (1983), W W Norton 1994 reprint: ISBN 0-393-31240-2、『存在の発見』（ロロ・メイ著作集5） 訳-伊東博、伊東順子 誠信書房（1986年）
- My Quest for Beauty (1985), Saybrook Publishing ISBN 0-933071-01-9、『美は世界を救う』 訳-伊東博 誠信書房（1992年）
- The Cry for Myth (1991), Delta 1992 reprint: ISBN 0-385-30685-7、『自分さがしの神話』 訳-鈴木晶 読売新聞社（1994年）
- The Psychology of Existence (1994) (with Kirk Schneider), McGraw-Hill ISBN 0-07-041017-8、（未邦訳）

## 書目
- Rank, Otto, A Psychology of Difference: The American Lectures [talks given 1924–1938; edited and with an introductory essay by Robert Kramer], Princeton University Press 1996 (ISBN 0-691-04470-8).
- Friedman, Howard S. and Miriam W. Schustack, Personality: Classic Theories and Modern Research, Boston: Pearson Allyn & Bacon, 2012 (ISBN 9780205050178).